# 万能指示薬
万能指示薬（ばんのうしじやく）は酸塩基指示薬であり、溶液の酸性や塩基性、1〜14のpHに応じてはっきり呈色するいくつかの化合物の混合物である。市販されている万能指示薬も何種類かあるが、その多くは1933年に専売特許を受けた「山田の指示薬」から派生したものである。山田の万能指示薬についての実験はJournal of Chemical Educationにも記載されている。
現在はpH1〜14の一つずつに異なる色が割り当てられている万能pH試験紙も登場している。試験紙に呈された色と試験紙のロールの図の色を見比べ、溶液のpHを特定する。
典型的な万能指示薬は水、1-プロパノール、フェノールフタレインのナトリウム塩、水酸化カリウム、メチルレッド、ブロモチモールブルーの一ナトリウム塩、そしてチモールブルーの一ナトリウム塩で作られる。指示薬の色は次のように呈される。
| pHの範囲 | 水溶液の性質 | 色                     |
| -------- | ------------ | ---------------------- |
| 〜3      | 強酸         | 赤                     |
| 3-6      | 酸性         | オレンジ色もしくは黄色 |
| 7        | 中性         | 緑                     |
| 8-11     | 塩基         | 青                     |
| 11〜     | 強塩基       | 紫                     |